# 리카르도 바켈리

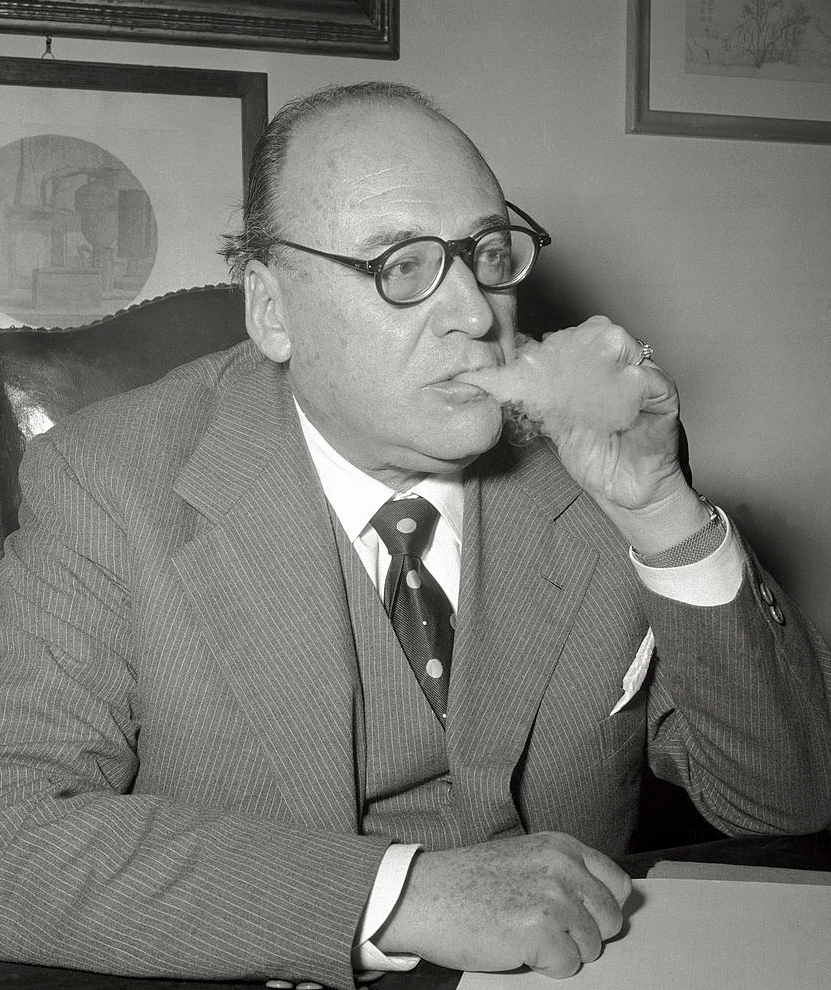

리카르도 바켈리(Riccardo Bacchelli, 1891년 ~ 1985년)는 이탈리아의 소설가·평론가·극작가·시인이다. 볼로냐에서 출생하여 카르두치의 영향을 크게 받으며 성장하였다. <서정시집>(1914)으로 일약 문명을 얻고 <사랑의 말<語>>(1935), 그 밖의 작품으로 난숙한 관능적인 사랑을 주제로 하는 시집을 발표하였다. 피렌체의 <보체>지(誌) 동인이 되고 제1차 세계대전이 발발하자 포병사관으로 참전하였다. 전후에는 카르다렐리와 더불어 황폐한 정신 풍토에 전통의 부활을 주창하여 <론다>지(誌)를 창간했다. 정치 평론·문예 평론·극작·우화·소설 등 활약의 범위도 넓어 그의 저서는 방대한 양에 달했으나 그의 전문 분야는 역사 소설이라고 보아도 무방하다. 장편 3부작 <포강(江)의 물레방앗간>(1938-40)은 19세기의 사실(史實)을 토대로 모든 계급의 인간상·사회사건·정치운동을 바로크 적(的) 형식이라고 해야 할 언어와 문체로 면밀하게 묘사하고 있다. 이탈리아 아카데미 회원이었으며 문예와 사상계의 중진이었다.